# The Who by Numbers
The Who by Numbers je sedmé studiové album britské rockové skupiny The Who. Ve Spojeném království album vyšlo 3. října 1975 u vydavatelství Polydor Records a v USA pak 25. října 1975 u MCA Records.

## Seznam skladeb
| Pořadí         | Název                   | Autor          | Délka |
| -------------- | ----------------------- | -------------- | ----- |
| 1.             | Slip Kid                | Pete Townshend | 4:29  |
| 2.             | However Much I Booze    | Townshend      | 5:03  |
| 3.             | Squeeze Box             | Townshend      | 2:41  |
| 4.             | Dreaming from the Waist | Townshend      | 4:08  |
| 5.             | Imagine a Man           | Townshend      | 4:00  |
| 6.             | Success Story           | John Entwistle | 3:20  |
| 7.             | They Are All in Love    | Townshend      | 3:00  |
| 8.             | Blue, Red and Grey      | Townshend      | 2:47  |
| 9.             | How Many Friends        | Townshend      | 4:06  |
| 10.            | In a Hand or a Face     | Townshend      | 3:25  |
| Celková délka: | Celková délka:          | Celková délka: | 37:19 |

## Obsazení
- Roger Daltrey – zpěv, perkuse
- Pete Townshend – kytara, klávesy, ukulele, akordeon, banjo, perkuse, zpěv, doprovodný zpěv
- John Entwistle – baskytara, žestě, klávesy, zpěv, doprovodný zpěv
- Keith Moon – bicí, perkuse
- Nicky Hopkins – klavír